# HMS Tyler (K576)
HMS Tyler (K576) là một tàu frigate lớp Captain của Hải quân Hoàng gia Anh hoạt động trong Chiến tranh Thế giới thứ hai. Nó nguyên được Hoa Kỳ chế tạo như chiếc DE-567 (chưa đặt tên), một tàu hộ tống khu trục lớp Buckley, và chuyển giao cho Anh Quốc theo Chương trình Cho thuê-Cho mượn (Lend-Lease). Tên nó được đặt theo Đô đốc Sir Charles Tyler (1760–1835), hạm trưởng chiếc HMS Tonnant (1798) và đã từng tham gia các cuộc Chiến tranh Độc lập Hoa Kỳ, Chiến tranh Cách mạng Pháp và Chiến tranh Napoleon. Nó đã phục vụ cho đến khi chiến tranh kết thúc tại Châu Âu, hoàn trả cho Hoa Kỳ năm 1945, và cuối cùng bị bán để tháo dỡ vào năm 1946.

## Thiết kế và chế tạo
Buckley là một trong số sáu lớp tàu hộ tống khu trục được Hải quân Hoa Kỳ chế tạo nhằm đáp ứng nhu cầu hộ tống vận tải trong Thế Chiến II, sau khi Hoa Kỳ chính thức tham chiến vào cuối năm 1941. Chúng hầu như tương tự nhau, chỉ với những khác biệt về hệ thống động lực và vũ khí trang bị. Động cơ của phân lớp Backley bao gồm hai turbine hơi nước General Electric để dẫn động hai máy phát điện vận hành hai trục chân vịt, và dàn vũ khí chính bao gồm 3 khẩu pháo pháo 3 in (76 mm)/50 cal.
Những chiếc phân lớp Buckley (TE) có chiều dài ở mực nước 300 ft (91 m) và chiều dài chung 306 ft (93 m); mạn tàu rộng 37 ft 1 in (11,30 m) và độ sâu mớn nước khi đầy tải là 11 ft 3 in (3,43 m). Chúng có trọng lượng choán nước tiêu chuẩn 1.430 tấn Anh (1.450 t); và lên đến 1.823 tấn Anh (1.852 t) khi đầy tải. Hệ thống động lực bao gồm hai nồi hơi và hai turbine hơi nước General Electric công suất 13.500 mã lực (10.100 kW), dẫn động hai máy phát điện công suất 9.200 kilôwatt (12.300 hp) để vận hành hai trục chân vịt;  công suất 12.000 hp (8.900 kW) cho phép đạt được tốc độ tối đa 23 kn (26 mph; 43 km/h). Con tàu mang theo 359 tấn Anh (365 t) dầu đốt, cho phép di chuyển đến 6.000 nmi (6.900 mi; 11.000 km) ở vận tốc đường trường 12 kn (14 mph; 22 km/h).
Vũ khí trang bị bao gồm pháo 3 in (76 mm)/50 cal trên ba tháp pháo nòng đơn đa dụng (có thể đối hạm hoặc phòng không), gồm hai khẩu phía mũi và một khẩu phía đuôi. Vũ khí phòng không tầm gần bao gồm hai pháo Bofors 40 mm và tám pháo phòng không Oerlikon 20 mm. Con tàu có ba ống phóng ngư lôi Mark 15 21 inch (533 mm). Vũ khí chống ngầm bao gồm một dàn súng cối chống tàu ngầm Hedgehog Mk. 10 (có 24 nòng và mang theo 144 quả đạn); hai đường ray Mk. 9 và bốn máy phóng K3 Mk. 6 để thả mìn sâu. Thủy thủ đoàn đầy đủ bao gồm 200 sĩ quan và thủy thủ.
Tyler được đặt lườn như là chiếc DE-567 (chưa đặt tên) tại xưởng tàu của hãng Bethlehem-Hingham Steel Shipyard ở Hingham, Massachusetts vào ngày 6 tháng 10, 1943 và được hạ thủy vào ngày 20 tháng 11, 1943. Con tàu được chuyển giao cho Anh Quốc và nhập biên chế cùng Hải quân Anh như là chiếc HMS Tyler (K567) vào ngày 14 tháng 1, 1944 dưới quyền chỉ huy của Hạm trưởng, Đại úy Hải quân Christopher Henry Rankin.

## Lịch sử hoạt động
Sau khi hoàn tất việc chạy thử máy và huấn luyện, Tyler lên đường cho chuyến đi vượt Đại Tây Dương sang quần đảo Anh. Nó gia nhập Đội hộ tống 5 để phục vụ hộ tống vận tải tại Bắc Đại Tây Dương và tuần tra chống tàu ngầm tại Bắc Hải. Con tàu từng tham gia vào Chiến dịch Neptune, hoạt động hải quân trong khuôn khổ cuộc đổ bộ Normandy được tiến hành từ ngày 6 tháng 6, 1944.
Sang đầu năm 1945, Tyler luân phiên nhiệm vụ hộ tống vận tải tại Bắc Đại Tây Dương với hoạt động tuần tra tại khu vực eo biển Manche. Vào ngày 21 tháng 1, nó cứu vớt những người sống sót từ chiếc tàu buôn Na Uy Galatea, vốn đã bị tàu ngầm U-boat Đức U-1051 phóng ngư lôi đánh chìm ngoài khơi đảo Bardsey trong eo biển St. George's, tại tọa độ 52°40′B 005°23′T / 52,667°B 5,383°T.
Đến ngày 27 tháng 1, Tyler phối hợp cùng các tàu frigate Bligh (K467) và Keats (K482) tấn công bằng mìn sâu, và đã đánh chìm tàu ngầm Đức U-1172 trong eo biển St. George's tại tọa độ 52°24′B 005°42′T / 52,4°B 5,7°T; toàn bộ 52 thành viên thủy thủ đoàn của U-1172 đều tử trận.
Sau khi chiến tranh chấm dứt tại châu Âu, Tyler đi vào xưởng tàu với kế hoạch cải biến nó thành một trạm phát điện nổi di động. Tuy nhiên công việc bị dừng lại khi chưa hoàn tất, sau khi Nhật Bản đã chấp nhận đầu hàng vào ngày 15 tháng 8, và con tàu lên đường quay trở về Hoa Kỳ, về đến Xưởng hải quân Philadelphia tại Philadelphia, Pennsylvania vào ngày 31 tháng 10, 1945.
Tyler được chính thức hoàn trả cho Hoa Kỳ vào ngày 12 tháng 11, 1945,  nhằm giảm bớt chi phí mà Anh phải trả cho Hoa Kỳ trong Chương trình Cho thuê-Cho mượn (Lend-Lease). Do dư thừa so với nhu cầu về tàu chiến sau khi chiến tranh đã chấm dứt, nó được rút tên khỏi danh sách Đăng bạ Hải quân Hoa Kỳ vào ngày 8 tháng 1, 1946 và bị bán để tháo dỡ cho hãng Hugo Neu tại New York vào ngày 23 tháng 5, 1946. Con tàu sau đó được bán lại cho hãng Northern Metal Company tại Philadelphia trước khi được tháo dỡ vào mùa Hè năm 1946.